# Гаљано Атерно
Гаљано Атерно (итал. Gagliano Aterno) је насеље у Италији у округу Л'Аквила, региону Абруцо.
Према процени из 2011. у насељу је живело 255 становника. Насеље се налази на надморској висини од 654 м.

## Становништво
| 1931. | 1936. | 1951. | 1961. | 1971. | 1981. | 1991. | 2001. | 2011. |
| ----- | ----- | ----- | ----- | ----- | ----- | ----- | ----- | ----- |
| 1.926 | 1.646 | 1.157 | 849   | 576   | 478   | 396   | 314   | 255   |